# Elisabeth von Brandenburg (1425–1465)

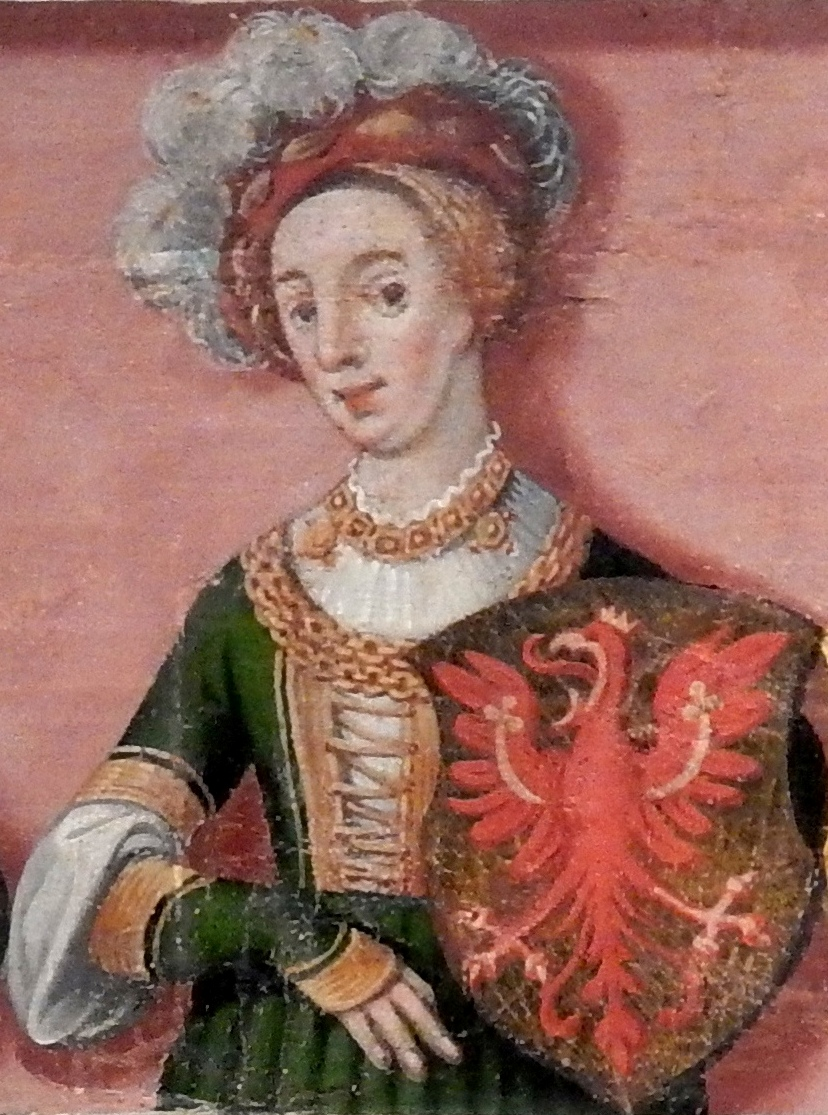
Elisabeth von Brandenburg, aus dem Stammbaum der Greifen von Cornelius Krommeny, 1598.

Elisabeth von Brandenburg (* 1425; † nach dem 13. Januar 1465) war eine Prinzessin von Brandenburg und durch Heirat Herzogin von Pommern.

## Leben
Elisabeth war eine Tochter des Markgrafen Johann von Brandenburg (1406–1464), genannt der Alchimist aus dessen Ehe mit Barbara (1405–1465), Tochter des Herzogs Rudolf III. von Sachsen-Wittenberg. Elisabeths Vater verzichtete auf die Rechte seiner Erstgeburt und die Thronfolge in Brandenburg und erhielt die fränkischen Besitzungen der Hohenzollern. Ihre Schwestern waren die dänische Königin Dorothea und die Markgräfin Barbara von Mantua.
Sie heiratete am 27. August 1440 Herzog Joachim I. von Pommern-Stettin (1427–1451). Die Vermählung besiegelte einen Vergleich Brandenburgs mit Pommern. Joachim starb nach elfjähriger Ehe unter Hinterlassenschaft eines Sohnes an der Pest in Stettin.
Am 5. März 1454 heiratete sie in zweiter Ehe Herzog Wartislaw X. von Pommern-Rügen (1435–1478). Nach dem Tod ihres Sohnes erster Ehe entbrannte ein Streit um das Erbe des Hauses Stettin. Im Jahr 1464 waren alle drei Söhne Elisabeths gestorben, ebenso ihr Vater. Ihre zweite Ehe war im höchsten Maße unglücklich, ihr Gatte habe “[…] sie gedacht, zu ermorden und von Leib und Leben zu bringen, daß es unchristlich und erbarmungswürdig sei, auch ihre Zinsen und Renten eingezogen.”
Elisabeth flüchtete vor ihrem Mann in die Mark Brandenburg und verzichtete zu Gunsten ihres Onkels Kurfürst Friedrich von Brandenburg auf Ückermünde, welches ihr Joachim als Leibgedinge zugesichert hatte, ebenso auf ihr Wittum Barth, welches ihr bei der Vermählung mit Wartislaw zugesichert worden war. Ihr Onkel verschrieb ihr wegen ihrer “großen Noth und Armuth” statt ihres väterlichen Erbes Arnswalde nebst Gerichten und Gefällen Lippehne und Berlinchen.
Friedrich nahm das Schicksal seiner Nichte zum Anlass die Verhandlungen mit Wartislaw um Stettin zu beenden und seinen Anspruch verschärfter geltend zu machen. Wartislaw nahm sein Herzogtum schließlich 1466 nach Vermittlung des Herzogs Heinrich von Mecklenburg zum Lehen von Kurfürst Friedrich II.

## Nachkommen
Aus ihrer ersten Ehe mit Joachim hatte Elisabeth einen Sohn:
- Otto III. (1444–1464), Herzog von Pommern-Stettin

Aus ihrer zweiten Ehe mit Wartislaw hatte sie zwei Söhne:
- Swantibor (1454–1464)
- Ertmar (1455–1464)